# Wengelsbach
 (mai 2014).
Si vous disposez d'ouvrages ou d'articles de référence ou si vous connaissez des sites web de qualité traitant du thème abordé ici, merci de compléter l'article en donnant les références utiles à sa vérifiabilité et en les liant à la section « Notes et références ».
Wengelsbach est un hameau d’une dizaine d’habitants permanents rattaché à la commune de Niedersteinbach. Il est attenant à la frontière franco-allemande au nord.
Le village comporte plusieurs résidences secondaires et quelques maisons d'hôtes, ainsi qu'un restaurant (Au Wasigenstein). 
Dans les forêts environnantes, plusieurs ruines sont accessibles en randonnée à partir du hameau : comme le Zigeunerfels (rocher des Bohémiens), le Klingelfels, le Blumenstein (en Allemagne), et bien sûr le château du Wasigenstein, ruine célèbre pour la légende du Waltharilied.
Le village est situé entre Obersteinbach, Niedersteinbach et Schönau (Allemagne). 
L'accès se fait par un col assez escarpé.

## Liens Internet
- Site privé sur Wengelsbach